# 율리우스 로베르트 폰 마이어

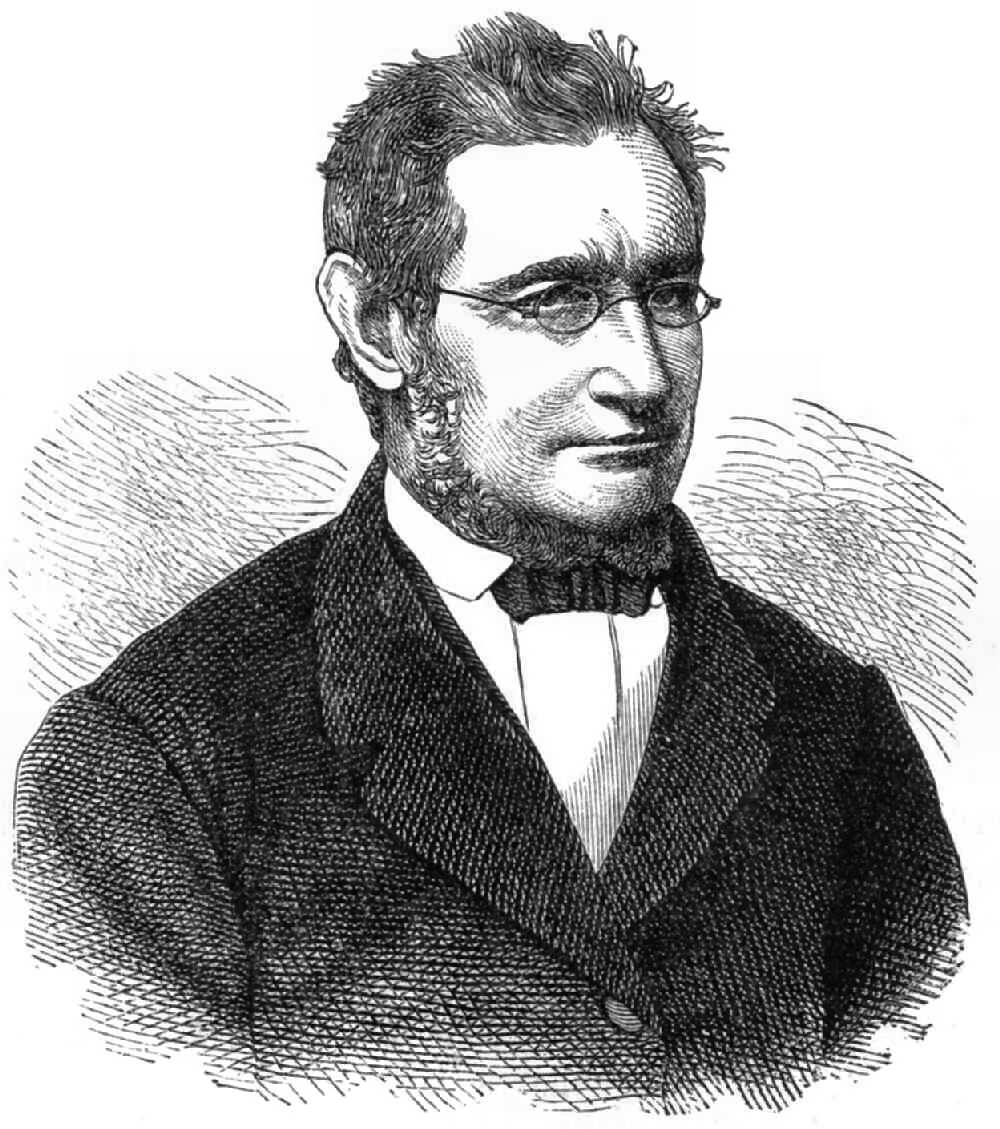
율리우스 로베르트 폰 마이어

율리우스 로베르트 폰 마이어(Julius Robert von Mayer, 1814년 11월 25일 ~ 1878년 3월 20일)는 독일의 물리학자·의학자이다.
약제사의 아들로 튀빙겐·뮌헨·파리 등지에서 의학을 배운 후, 네덜란드령 동인도 제도에 부임하였다. 정맥의 피가 열대 지방에서 더 붉은 빛을 나타내는 것을 관찰하였다. 또 선의(船醫)로서 자바를 항해할 때의 경험에서 체내의 물질대사가 외계의 기온과 관계 있음을 알고, 1841년 귀국 후 작업량과 발생 열량과는 밀접한 관계가 있음을 알아냈다. 1842년 '에너지 보존 법칙'을 발표하였다. 이 법칙은 발표 당시에는 거의 인정되지 않았으나 그 후 열역학의 발달에 큰 공헌을 하고, 찰스 다윈의 진화론과 더불어 세계관의 혁명도 아울러 이끈 것이었다. 이 법칙은 물리학뿐만 아니라 자연 과학 전반에 적용되는 근본 법칙이 된 19세기의 큰 업적이다.
저서에 <화학 및 약학 잡지> <열의 일당량에 의한 소론> 등이 있다.